# Pucov
Pucov és un municipi del districte de Dolný Kubín a la regió de Žilina, Eslovàquia, amb una població estimada a final de l'any 2017 de 860 habitants. Està situat al centre de la regió, a prop de el curs alt del riu Váh (conca hidrogràfica del Danubi) i de la frontera amb la República Txeca i Polònia.

## Demografia
| Godina             | 1994 | 2004   | 2014    | 2024   |
| ------------------ | ---- | ------ | ------- | ------ |
| Nombre de persones | 684  | 735    | 831     | 895    |
| Diferència         |      | +7,45% | +13,06% | +7,70% |

| Godina             | 2023 | 2024   |
| ------------------ | ---- | ------ |
| Nombre de persones | 891  | 895    |
| Diferència         |      | +0,44% |